# Wu-chan Kuang-ku
Wu-chan Kuang-ku (čínsky pchin-jinem Wǔhàn Guānggǔ, znaky zjednodušené 武汉光谷, tradiční 武漢光谷) byl čínský profesionální fotbalový klub, který sídlil ve městě Wu-chan v provincii Chu-pej. Založen byl v roce 1954 pod názvem Wu-chan, zanikl v roce 2008. Po jeho zániku byl ve městě založen náhradní profesionální klub, který byl pojmenován jako Chu-pej Lu-jin. Klubové barvy byly oranžová a černá. V čínské nejvyšší fotbalové soutěži klub působil celkem osm ročníků (sezóny 1987–1988, 1998–1999 a 2005–2008).
Své domácí zápasy odehrával ve Wuchanském sportovním centru s kapacitou 60 000 diváků.
Plný název klubu byl Fotbalový klub Wu-chan Kuang-ku (čínsky v českém přepisu Wu-chan Kuang-ku cu-čchiou ťü-le-pu, pchin-jinem Wǔhàn Guānggǔ zúqiú jùlèbù, znaky zjednodušené 湖北武汉职业足球俱乐部)

## Historické názvy
- 1954 – Wu-chan (Wu-chan cu-čchiou ťü-le-pu)
- 1960 – Chu-pej (Chu-pej cu-čchiou ťü-le-pu)
- 1994 – Wu-chan Č’-jie (Wu-chan Č’-jie cu-čchiou ťü-le-pu)
- 1996 – Chu-pej Mej-er-ja (Chu-pej Mej-er-ja cu-čchiou ťü-le-pu)
- 1997 – Wu-chan Ja-čchi (Wu-chan Ja-čchi cu-čchiou ťü-le-pu)
- 1998 – Wu-chan Chung-ťin-lung (Wu-chan Chung-ťin-lung cu-čchiou ťü-le-pu)
- 1999 – Wu-chan Chung-tchao (Wu-chan Chung-tchao cu-čchiou ťü-le-pu)
- 2001 – Wu-chan Chung-ťin-lung (Wu-chan Chung-ťin-lung cu-čchiou ťü-le-pu)
- 2002 – Wu-chan Tung-chu Kao-kche (Wu-chan Tung-chu Kao-kche cu-čchiou ťü-le-pu)
- 2003 – Wu-chan Kuo-cche Lan-sing (Wu-chan Kuo-cche Lan-sing cu-čchiou ťü-le-pu)
- 2004 – Wu-chan Chuang-che-lou (Wu-chan Chuang-che-lou cu-čchiou ťü-le-pu)
- 2006 – Wu-chan Kuang-ku (Wu-chan Kuang-ku cu-čchiou ťü-le-pu)
- 2008 – zánik

## Umístění v jednotlivých sezonách
Stručný přehled
Zdroj: 
- 1987–1988: Chinese Jia-A League
- 1989–1997: Chinese Jia-B League
- 1998–1999: Chinese Jia-A League
- 2000–2003: Chinese Jia-B League
- 2004: China League One
- 2005–2008: Chinese Super League

Jednotlivé ročníky
Zdroj: 
Legenda: Z - zápasy, V - výhry, R - remízy, P - porážky, VG - vstřelené góly, OG - obdržené góly, +/- - rozdíl skóre, B - body, červené podbarvení - sestup, zelené podbarvení - postup, fialové podbarvení - reorganizace, změna skupiny či soutěže
| Čínská lidová republika (1987 – 2008) |                      |        |    |    |       |    |    |    |     |    |        |
| Sezóny                                | Liga                 | Úroveň | Z  | V  | R     | P  | VG | OG | +/- | B  | Pozice |
| 1987                                  | Chinese Jia-A League | 1      | 14 | 3  | 4     | 7  | 13 | 20 | -7  | 13 | 8.     |
| 1988                                  | Chinese Jia-A League | 1      | 20 | 5  | 7     | 8  | 15 | 22 | -7  | 22 | 15.    |
| 1989                                  | Chinese Jia-B League | 2      | 22 | 9  | 6     | 7  | 27 | 25 | +2  | 33 | 6.     |
| 1990                                  | Chinese Jia-B League | 2      | 22 | 7  | 9     | 6  | 27 | 25 | +2  | 30 | 3.     |
| 1991                                  | Chinese Jia-B League | 2      | 16 | 4  | 5     | 7  | 15 | 18 | -3  | 13 | 9.     |
| 1992                                  | Chinese Jia-B League | 2      | 8  | 2  | 4     | 2  | 8  | 6  | +2  | 8  | 3.     |
| 1993                                  | Chinese Jia-B League | 2      | 5  | 3  | 0 / 1 | 1  | 6  | 6  | 0   | 6  | 3.     |
| 1994                                  | Chinese Jia-B League | 2      | 20 | 9  | 7     | 4  | 41 | 26 | +15 | 25 | 5.     |
| 1995                                  | Chinese Jia-B League | 2      | 22 | 10 | 6     | 6  | 35 | 25 | +10 | 36 | 3.     |
| 1996                                  | Chinese Jia-B League | 2      | 22 | 7  | 7     | 8  | 22 | 25 | -3  | 28 | 6.     |
| 1997                                  | Chinese Jia-B League | 2      | 22 | 12 | 6     | 4  | 35 | 21 | +14 | 42 | 1.     |
| 1998                                  | Chinese Jia-A League | 1      | 26 | 8  | 8     | 10 | 26 | 33 | -7  | 32 | 8.     |
| 1999                                  | Chinese Jia-A League | 1      | 26 | 3  | 8     | 15 | 18 | 53 | -35 | 17 | 14.    |
| 2000                                  | Chinese Jia-B League | 2      | 22 | 8  | 7     | 7  | 36 | 29 | +7  | 31 | 6.     |
| 2001                                  | Chinese Jia-B League | 2      | 22 | 7  | 6     | 9  | 24 | 28 | -4  | 27 | 9.     |
| 2002                                  | Chinese Jia-B League | 2      | 22 | 8  | 9     | 5  | 31 | 28 | +3  | 33 | 3.     |
| 2003                                  | Chinese Jia-B League | 2      | 26 | 11 | 10    | 5  | 39 | 26 | +13 | 43 | 5.     |
| 2004                                  | China League One     | 2      | 32 | 19 | 9     | 4  | 54 | 28 | +26 | 66 | 1.     |
| 2005                                  | Chinese Super League | 1      | 26 | 11 | 9     | 6  | 34 | 26 | +8  | 42 | 5.     |
| 2006                                  | Chinese Super League | 1      | 28 | 8  | 7     | 13 | 28 | 42 | -14 | 31 | 10.    |
| 2007                                  | Chinese Super League | 1      | 28 | 11 | 7     | 10 | 29 | 31 | -2  | 40 | 7.     |
| 2008                                  | Chinese Super League | 1      | 30 | 0  | 0     | 30 | 0  | 90 | -90 | 0  | 16.    |

Poznámky
- 2008: Klub se ze soutěže odhlásil po 18. soutěžním kole, vedení svazu následně kontumovalo všechny odehrané a zbývající zápasy Wu-chanu výsledkem 3:0 ve prospěch soupeřů.